# Пашњак
Пашњак је површина земљишта која се користи за прехрану и узгој стоке, најчешће испашом. Према надморској висини може се поделити на планинске пашњаке („сувати“) и низијске пашњаке. Пашњаци у ужем смислу су ограђени делови пољопривредног земљишта, на којима пасу домаћа стока, као што су коњи, говеда, овце или свиње. Вегетацију негованих пашњака, сточне хране, чине углавном траве, са примесама махунарки и других травних биљака (нетравних зељастих биљака). На пашњацима се обично испашава током целог лета, за разлику од ливада где се не врши испаша све време, или које се користе за испашу тек након што се покосе за прављење сена за сточну храну. Према начину настанка разликују се: природни пашњак — обрастао природним покривачем (разне траве и корови) и вештачки пашњак — настаје засејавањем детелине и разних врста траве.
Пашњаци се у ужем смислу разликују од ливада по томе што се њима управља интензивнијим пољопривредним праксама сетве, наводњавања и употребе ђубрива, док на ливадама расте првенствено аутохтона вегетација, којом се управља екстензивним праксама попут контролисаног спаљивања и регулисаног интензитета испаше. Тип земљишта, минимална годишња температура и количина падавина су важни фактори у управљању пашњацима.
Овчије ливаде је подручје травњака где овце могу слободно да лутају. Продуктивност таквог подручја се мери бројем оваца по површини. Ово зависи, између осталог, од камена у тлу. Овчијим ливадама је такође назива градско земљиште у округу Роскомон, Ирска, и округу Фермана, Северна Ирска. За разлику од интензивног узгоја, који у свом најинтензивнијем облику подразумева искључиво исхрану путем корита, управљани или неуправљани пашњаци су главни извор хране за преживаре. Исхрана на пашњацима доминира у сточарству где земљиште отежава сетву или жетву усева (или обоје), као што је у сушним или планинским пределима, где живе врсте камила, коза, антилопа, јака и других преживара који су прилагођени за неподобнији терен а веома се ретко интензивно узгајају. У влажнијим регионима, пашњацима се управља на великом глобалном подручју за слободан узгој и органску пољопривреду. Одређени типови пашњака одговарају исхрани, еволуцији и метаболизму одређених животиња, а њихово ђубрење и неговање земљишта може током генерација довести до тога да пашњаци у комбинацији са тим преживарима буду саставни део одређеног екосистема.

## Еволуциона историја
Граминоиди су међу најсвестранијим облицима живота. Постали су широко распрострањене крајем периода креде, а пронађени су копролити фосилизованог измета диносауруса који садрже фитолите разних трава које укључују траве које су повезане са савременим пиринчем и бамбусом.
Појава планина у западним Сједињеним Државама током епохе миоцена и плиоцена, у периоду од неких 25 милиона година, створила је континенталну климу погодну за еволуцију травњака.
Пре око 5 милиона година, током касног миоцена у Новом свету и плиоцена у Старом свету, појавили су се први прави травњаци. Постојећи шумски биоми су опали, а травњаци су постали много распрострањенији. Познато је да су травњаци у Европи постојали током плеистоцена (последњих 1,8 милиона година). Након плеистоценског леденог доба (са њиховим глацијалима и интерглацијалима), пашњаци су се проширили у топлијој и сувљој клими и почели да постају доминантна карактеристика земљишта широм света. Пошто пашњаци постоје више од 1,8 милиона година, постоји велика варијабилност. На пример степа-тундра је доминирала у Северној и Централној Европи, док се већа количина ксеротермних травњака појавила у области Медитерана. Унутар умерене Европе, распон типова је прилично широк и такође је постао јединствен због размене врста и генетског материјала између различитих биома.
Полуприродни травњаци су се први пут појавили када су људи почели да се баве пољопривредом. Тако су за пољопривреду искрчене шуме у Европи. Древне ливаде и пашњаци били су делови погодни за култивацију. Од ових подручја настали су полуприродни травњаци. Међутим, постоје и докази о локалној постојаности природних травњака у Европи, које су првобитно одржавали дивљи биљоједи, током пре-неолитског холоцена. Уклањање биљака од стране животиња на испаши, а касније и фармера кошењем, довело је до коегзистенције других биљних врста у околини. Дошло је до еволуције биодиверзитета биљака. Врсте које су ту већ живеле прилагодиле су се новим условима.
Већина травњака је претворена у оранице и поново нестала. Травњаци су трајно постали обрадива поља услед сталног смањења органске материје.
Данас су полуприродни травњаци у знатној мери лоцирани у подручјима која нису погодна за пољопривредну производњу.

## Примери пашњачких станишта
- Травњак
- Вриштина
- Макер
- Макија
- Врисиште
- Потреро
- Прерија
- Рејнџланд
- Груби пашњак
- Савана
- Степа
- Шумски пашњак
- Велд

## Галерија слика
- Фарма Ред Хил и поља за испашу оваца у Бреденберију, Херефордшир, Енглеска
- Пашњак у Источном Рајдингу Јоркшира у Енглеској
- Снежни пашњак у Боско Кјезануови у Италији